# Трудовое (Воронежская область)
Трудово́е — посёлок в Новоусманском районе Воронежской области. Административный центр Трудовского сельского поселения.

## Население
| 2008 | 2010 |
| ---- | ---- |
| 499  | ↗512 |

## Улицы
| - ул. Дачная, - ул. Дорожная, - ул. Зелёная, - ул. Левобережная, | - ул. Мира, - ул. Молодёжная, - ул. Новая, - ул. Садовая, | - ул. Солнечная, - ул. Центральная, - ул. Школьная. |

## Инфраструктура
В посёлке расположен детский оздоровительный лагерь «Юность», а также основная общеобразовательная школа. Работает ООО «Логус-агро».